# NGC 5396
NGC 5396 (NGC 5375) je prečkasta spiralna galaktika u zviježđu Lovačkim psima. Naknadno je utvrđeno da je NGC 5375 ista galaktika.

## Vanjske poveznice
- (engl.) SEDS: NGC 5396
- (engl.) Revidirani Novi opći katalog
- (engl.) Izvangalaktička baza podataka NASA-e i IPAC-a
- (engl.) Astronomska baza podataka SIMBAD
- (engl.) VizieR
- DSS-ova slika NGC 5396  Arhivirana inačica izvorne stranice od 23. veljače 2016. (Wayback Machine)